# Meester van de geleliede grisailles
De Meester van de geleliede grisailles is een anonieme miniaturist die actief was in Rijsel omstreeks 1460–1480. Hij werkte er in ongeveer dezelfde periode als de Meester van Wavrin en de Meester van de Champion des dames met wie hij veel stijlkenmerken deelt.
Zijn noodnaam kreeg hij omdat hij voornamelijk in grisaille werkte en de randen van zijn miniaturen dikwijls versierde met naast elkaar geplaatste heraldische lelies, die uit het kader steken. Deze ornamentatie is bijna als een handtekening van deze meester te beschouwen. In de Engelstalige literatuur wordt vaak naar deze meester gerefereerd als The Master of the Brussels Romuléon.
Hij wordt in Rijsel gesitueerd omdat hij voor Jean de Wavrin werkte, maar hij had ook andere opdrachtgevers, zoals Filips de Goede, Lodewijk van Gruuthuse, Anton van Bourgondië,  Filips I van Croÿ en Karel I van Croÿ. Hij werkte soms samen met andere kunstenaars, zoals de Meester van de Girart de Roussillon, de Meester van Johannes Gielemans, Lieven van Lathem en de Meester van het Gulden Vlies van Wenen en Kopenhagen, die niet in Rijsel gevestigd waren.

## Stijl
De meester schildert zijdeachtige, monochrome miniaturen, zowel op papier, waarbij ze een blauwachtige toon krijgen, als op perkament, wat een matter en donkerder aspect geeft. Hij schilderde evenwel ook in semigrisaille zoals in de manuscripten De vinding en translatie van het lichaam van de heilige Antonius (The J. Paul Getty Museum, Ludwig XI 8), de Quattuor novissimis (Koninklijke Bibliotheek Brussel, ms. 9048) en de Receuil des histoires de Troie (Parijs, Arsenal ms.3692).
Zijn landschappen bestaan uit golvende weiden met hier en daar kleine bergjes vol planten. Bomen zijn dikwijls niet veel meer dan een verticale streep met dun en doorzichtig lover. Architecturale elementen missen diepte en volume.
De vouwen in de gewaden van de personages zijn soms versierd met blauwe strepen. De figuren hebben kleine voetjes en hun schouders lijken naar achter getrokken, wat hen een kunstmatige kromming geeft. Hun statige voorkomen vinden we ook terug bij de Meester van de Champion des dames. De tengere benen en de manier waarop ze staan, hebben ze dan weer gemeen met de figuren van de Meester van Wavrin. De gezichten van de figuren zijn steeds geïndividualiseerd, zelfs in grote groepen. De meester had een zwak voor fantasievolle hoofddeksels van eigen inventie.

## Toegeschreven werken

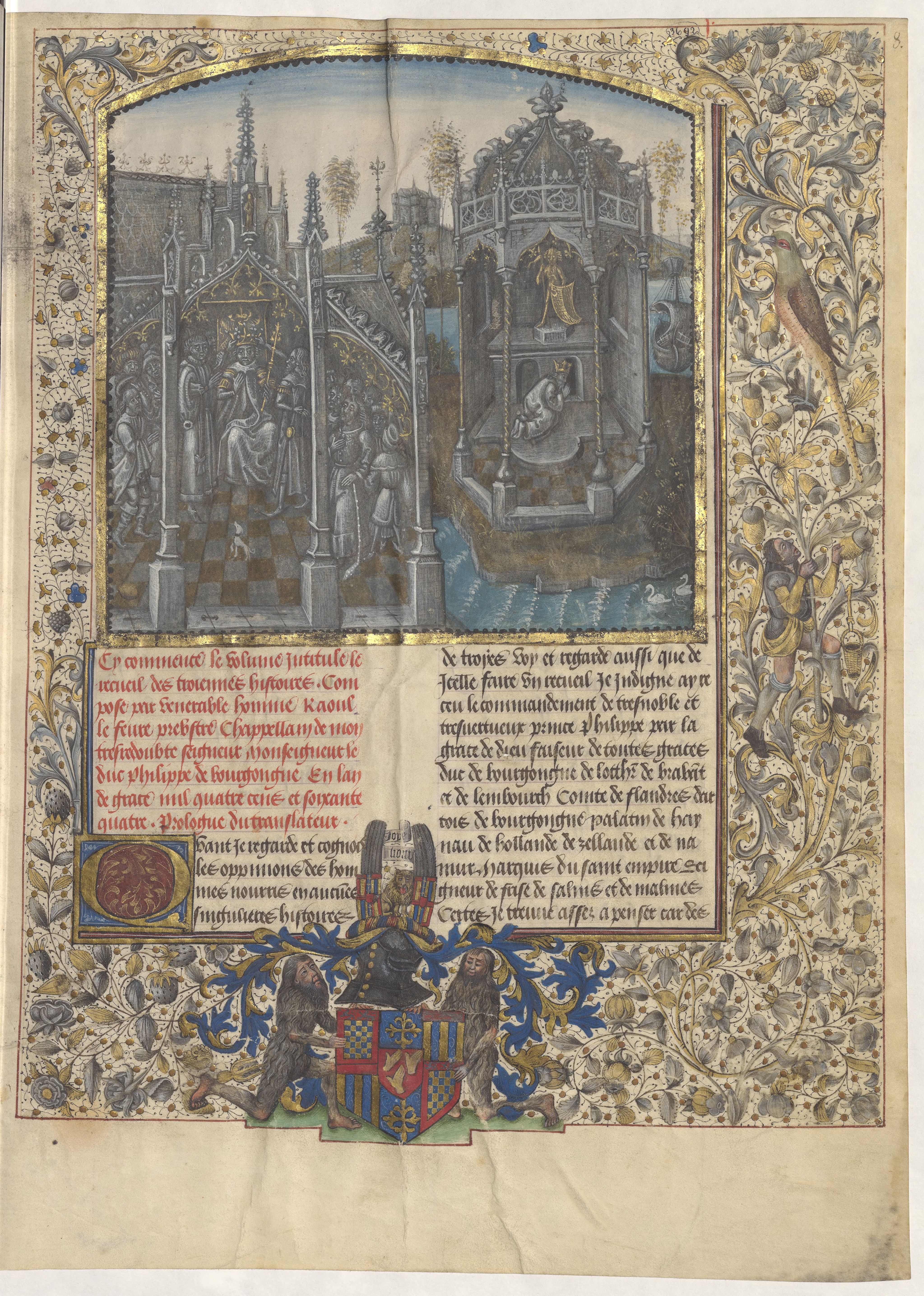
Receuil des histoires de Troie, frontispice

- De vinding en translatie van het lichaam van de heilige Antonius, 1465-1470, in samenwerking met de Meester van de Girart de Roussillon, Malibu, The J. Paul Getty Museum, Ludwig XI 8
- Quattuor novissimis, geschreven door Gerard van Vliederhoven en vertaald door Jean Miélot, omstreeks 1472-1486, in opdracht van Karel I van Croÿ, Brussel, KBR ms. 9048
- Receuil des histoires de Troie van Raoul Lefèvre, omstreeks 1468, in opdracht van Perceval de Dreux, Parijs, Bibliothèque de l'Arsenal ms. 3692
- Verzameling teksten van Jean Miélot, 1465-1470, BnF, Fr.17001
- Romuléon, vertaald door Jean Miélot, omstreeks 1468, in opdracht van Anton van Bourgondië, in samenwerking met Lieven van Lathem, Brussel, KBR Ms.9055
- Roman de Perceforest, boek 3, omstreeks 1468, voor Lodewijk van Gruuthuse, BnF, Fr.347
- Chronique Universelle, geschreven door Boudewijn van Avesnes, voor Lodewijk van Gruuthuse, in samenwerking met de Meester van het Gulden Vlies van Wenen en Kopenhagen, Parijs, BnF, Fr.279
- Chroniques de Pise (Kronijke van Pisa), voor Guillaume de Ternay, provoost van Rijsel, in samenwerking met de Meester van het Gulden Vlies van Wenen en Kopenhagen, Darmstadt, Universitäts- und Landesbibliothek Darmstadt, Ms.133
- L'Enseignement de saint Pierre de Luxembourg, in opdracht van Jean de Wavrin, Bibliothèque de l'Arsenal, Ms.2066
- Bulla Aurea, in opdracht van Jean de Wavrin, Oxford, Bodleian Library ms.Rawl.C.29
- Livre des faits du grand Alexandre, Vasque de Lucène, privécollectie
- Gebedenboek van Henricus Ysendijc, rond 1475, in samenwerking met de Meester van Johannes Gielemans, privécollectie